# (419624) 2010 SO16
(419624) 2010 SO16 est un astéroïde géocroiseur de la famille Apollon. Il a été découvert en septembre 2010 par le satellite WISE.
Il partage la même orbite que la Terre, et possède une orbite en fer à cheval. Il met 175 ans pour aller d'une extrémité de son orbite à l'autre et ne passe jamais à moins de 4 millions de kilomètres de la Terre.
Son diamètre estimé est de 300 mètres et pourrait être un reliquat de la formation de la Terre, issu des points de Lagrange L4 et L5 du système Soleil-Terre. Il serait sur cette orbite depuis environ 250 000 ans.